# ایکاتیبانت
ایکاتیبانت (انگلیسی: Icatibant) با نام تجاری «فیرازیر» (Firazyr) دارویی است که توسط کمیسیون اروپا جهت درمان علامتی حملات حاد «آنژیوادم ارثی» (HAE) در بالغینی که دچار کمبود بازدارنده C1 هستند، تأیید شد.
این دارو در درمانِ آنژیوادم اکتسابی ناشی از مصرفِ بازدارنده‌های آنزیم مبدل آنژیوتانسین (ACE-inhibitor) مؤثر نیست.
ایکاتیبانت یک پپتیدومیمتیک (ملکول مقلد پپتید) است که از ۱۰ اسید آمینه تشکیل شده‌است که آنتاگونیست انتخابیِ «گیرندهٔ B2 برادی‌کینین» است.
این دارو در ایالات متحده آمریکا، استرالیا، سوئیس و اتحادیه اروپا در گروهِ داروهای کم‌کاربرد قرار گرفت.
سازمان غذا و دارو آمریکا در ۲۵ اوت ۲۰۱۱، این دارو را برای مصرفِ یادشده، پذیرفت.